# NGC 5568
NGC 5568 é uma galáxia espiral (Sc) localizada na direcção da constelação de Boötes. Possui uma declinação de +35° 05' 32" e uma ascensão recta de 14 horas, 19 minutos e 21,4 segundos.
A galáxia NGC 5568 foi descoberta em 27 de Maio de 1886 por Guillaume Bigourdan.